# Vanessa Guedj
 (décembre 2021).
Pour les articles homonymes, voir Guedj.
Vanessa Guedj est une actrice et chanteuse française née le 18 mai 1976.

## Biographie
Elle débute en 1987 dans Le Grand Chemin de Jean-Loup Hubert, où elle donne la réplique à Richard Bohringer, Anémone, et Antoine Hubert lui-même encore enfant, le propre fils du cinéaste ligérien... La même année, elle est choriste pour l'un des derniers 45 tours de Douchka, Comme le dit toujours mon père, aux côtés d'Anne Meson.
Entre 1987 et 1989, elle tient le rôle principal dans les vingt épisodes de la série Souris noire, réalisée par Jean-Pierre Bastid, sur FR3.
Dans les années 1990, elle multiplie les rôles, au théâtre, au cinéma (Les Braqueuses) ou à la télévision (Maigret, Julie Lescaut). Elle retrouve des rôles récurrents d'abord en 2003 avec Diane, femme flic, puis en incarnant Angharad, la suivante de la reine Guenièvre, dans Kaamelott en 2005 (dans les épisodes pilotes, elle incarne Guenièvre elle-même).
Entre 1997 et 2001, elle travaille au TNP de Villeurbanne.
En 2006, elle sort son premier album, Amour et autres facéties, où elle raconte en douze chansons l'évolution des relations amoureuses de l'enfance à la vieillesse.
Elle quitte la série Kaamelott en 2007, à la suite d'un différend avec Alexandre Astier, qui le confirmera lors d'une dédicace.
En 2010, on la voit au théâtre dans la pièce Le Président, sa femme et moi.

## Filmographie

### Cinéma

#### Longs métrages
- 1987 : Le Grand Chemin de Jean-Loup Hubert : Martine
- 1988 : Les Maris, les Femmes, les Amants de Pascal Thomas : Eléonore
- 1994 : Les Braqueuses de Jean-Paul Salomé : Virginie, la sœur de Cécile
- 1995 : Visiblement je vous aime de Jean-Michel Carré : Dany
- 1997 : La cible de Pierre Courrège : Valérie
- 1998 : Lautrec de Roger Planchon : Marie Charlet
- 2003 : San-Antonio de Frédéric Auburtin : La soubrette
- 2005 : Le Souffleur de Guillaume Pixie : Sandrine

#### Courts métrages
- 1994 : Affreux, bêtes et très méchants (collection 3000 scénarios contre un virus) de Jacky Cukier : Murielle
- 2017 : L'Échappée de Laëtitia Martinoni : Alice

### Télévision
- 1987 : Souris noire (Série TV) : Souris noire
- 1990 : Édouard et ses filles de Michel Lang (Série TV) : Amandine
- 1992 : Dis maman, tu m'aimes? de Jean-Louis Bertuccelli (Téléfilm) : Anna
- 1994 : Maigret "Cécile est morte" de Denys de La Patellière (Série TV) : Nouchi
- 1995 : Avocat d'office "Les enfants d'abord" de Gabriel Aghion (Série TV) : Sophie
- 1995 : Lulu roi de France de Bernard Uzan (Téléfilm) : Sylvie Hastier
- 1995 : Les feux de la Saint Jean de François Luciani
- 1997 : L'histoire du samedi "Les feux de la Saint-Jean" (Série TV) : Claire
- 1997 : Une femme sur mesure de Detlef Rönfeldt (Téléfilm) : Ingrid Wahl
- 1997 : Julie Lescaut "Cellules mortelles" de Charlotte Brändström (Série TV) : Céline
- 1998 : Un amour de cousine de Pierre Joassin (Téléfilm) : La jeune ouvrière
- 2001 : Chère Marianne "La sous-préfète aux champs" de Bernard Uzan (Série TV) : Béatrice
- 2002 : Le Champ Dolent, le roman de la Terre de Hervé Baslé (Série TV) : Louise jeune
- 2003-2007 : Diane, femme flic (Série TV) : Cécile Perrier, dit Bimbo
- 2004 : Commissaire Moulin "Commando quatre pattes" de Gilles Béhat (Série TV) : Caroline
- 2004 : Vous êtes de la région ? de Lionel Epp (Téléfilm) : Alice
- 2005-2007 : Kaamelott de Alexandre Astier et François Guérin (Série TV) : Angharad
- 2006 : L'Affaire Villemin de Raoul Peck (Série TV) : Roselyne Longuet
- 2007 : Les Jurés de Bertrand Arthuys  (Série TV) : Françoise Langlois
- 2019 : Le juge est une femme (Série TV) : Céline Pratt
- 2022 : Simon Coleman de Nicolas Copin : Corinne
- 2025 : Monsieur Parizot, épisode Le maître du crime : Chrystelle Marinier

## Théâtre
- 1998 : Les Démons d'après Fiodor Dostoïevski, mise en scène Roger Planchon, Opéra-Comique, TNP Villeurbanne
- 1998 : La Dame de chez Maxim de Georges Feydeau, mise en scène Roger Planchon, Opéra-Comique, TNP Villeurbanne = La môme crevette
- 2000 : Le Cochon noir de Roger Planchon, mise en scène de l'auteur, TNP Villeurbanne, Théâtre national de la Colline = Violette
- 2010 : Le Président, sa femme et moi de Bernard Uzan, mise en scène de l'auteur, Théâtre de l'Alhambra

## Discographie
- 2006 : Amour et autres facéties

1. On y est tous passé
2. Jeremy
3. Berck Plage
4. Maladie
5. Le sexe pour la première fois
6. Les planches
7. L'amour dans la journée
8. Les vacances en célibataire
9. 1000 mauvaises raisons
10. Saute du train
11. Des croissants et des roses
12. Pas d'âge

- 2007 : Pourquoi pourquoi ? (Zut - Blablabus)